# Psionika
Psionika, či také ve zkratce PSI (z angličtiny Para Sensual Intelligence) označuje paranormální psychické schopnosti, zejména ty, které si osoba uvědomuje a má je pod kontrolou. Termín je nejčastěji užíván ve fantasy, sci-fi a počítačových hrách. Používá se ovšem i v reálném světě, kde se osobami s "PSI schopnostmi (paranormálními schopnostmi)" označují osoby, o kterých se říká, nebo které samy o sobě tvrdí, že ovládají nějaké takové schopnosti (typickým příkladem je telekineze, nebo telepatie).

## Historie a terminologie
B. P. Wiesner a Robert Thouless poprvé v roce 1942 použili termínu „PSI“ jako výrazu z oblasti parapsychologických jevů včetně zahrnujícího také telekinezi a mimosmyslové vnímání. Původní terminologie rozdělovala PSI do PSI-gama, kam patřily příklady vjemů a PSI-kapa, kam patřily příklady činnosti. Tyto termíny se později dále specifikovaly na aktivní PSI a pasivní PSI.
Později, John W. Campbell navrhl termín psionika, který složil s z výrazů „PSI“ (psychika) a „electronics“ (technika), kterým naznačil, že síla vědomí může také spolehlivě vykonávat práci. Výraz psionika byl v souvislost s počítačovými hrami a paranormálními jevy rozšířen po internetu jejími zastánci.

## Typy psioniky
- Telepatie jako komunikace v mysli, telepatický útok, či obrana, ovládání mysli a vytváření halucinací.
- Mimosmyslové vnímání jako třeba jasnovidectví, předtuchy či vzdálené vidění
- Psychokinetické schopnosti („ovládání hmoty vůlí“), například telekineze - ovládání předmětů pomocí vůle. Další psychokinetické schopnosti jsou založené na bázi energie jako Pyrokineze (schopnost například zažehnout oheň vůlí), Elektrokineze (ovládání elektrického proudu) a Kryokineze (ovládání chladu) atd. Protože hmota a energie jsou pevně spoutány fyzikálními zákony jsou tyto schopnosti vlastně „mocí nad atomy“, které mohou kontrolovat - tedy Pyrokineze či Kryokineze mohou ovládat pohyb molekul v tělese.
- Schopnosti cestovat v prostoru a čase, jako třeba teleportace, astrální cestování, dimenzionální cestování, cestování časem a manipulace s tokem času.
- Psychometabolické schopnosti jako velmi rychlé hojení, odolnost vůči prostředí, schopnost vzdorovat bolesti atd.